# Wojskowy Instytut Łączności im. prof. dr. hab. Janusza Groszkowskiego
Wojskowy Instytut Łączności im. prof. dr. hab. Janusza Groszkowskiego (WIŁ) – instytut badawczy nadzorowany przez Ministra Obrony Narodowej, z siedzibą w Zegrzu Południowym.

## Historia
Początki Wojskowego Instytutu Łączności sięgają roku 1951, kiedy to ukazało się zarządzenie nr 077 szefa Sztabu Generalnego o powołaniu Poligonu Naukowo-Badawczego Łączności w Zegrzu. Do głównych zadań nowo powstałej placówki naukowo-badawczej należało przystosowanie istniejących urządzeń cywilnych do zastosowań wojskowych oraz projektowanie polowych aparatowni łączności, niezbędnych do kompletowania węzłów łączności. 
Coraz wyższy poziom naukowy prowadzonych badań przyczynił się do przemianowania w 1958 roku Poligonu na Ośrodek Badawczy Sprzętu Łączności (OBSŁ). Natomiast w roku 1965, na mocy uchwały Rady Ministrów, Ośrodek uzyskał miano Wojskowego Instytutu Łączności (WIŁ). Nowa nazwa sankcjonowała wysoką rangę placówki w resorcie, a w skali krajowej Instytut stał się ważnym ośrodkiem rozwoju myśli technicznej w dziedzinie łączności wojskowej. 
W roku 1997 Instytutowi nadano imię Janusza Groszkowskiego.
W ewaluacji Ministerstwa Nauki i Szkolnictwa Wyższego działalności naukowej za lata 2017–2021 Instytut otrzymał kategorię naukową A.
W roku 2020 Instytut uzyskał status Państwowego Instytutu Badawczego. 

## Główne obszary badawcze
Realizowane w WIŁ badania naukowe i prace rozwojowe obejmują:
- projektowanie polowych systemów łączności (modelowanie, symulacja, analiza, testowanie)
- projektowanie sieci i elementów łączności radiowej
- zapewnianie bezpieczeństwa informacji w systemach łączności poprzez systemy kryptograficzne, sprzęt i aplikacje utajniające, generację i dystrybucję danych kryptograficznych oraz ochronę przed elektromagnetycznym przenikaniem informacji
- projektowanie systemów walki radioelektronicznej
- zagadnienia dot. systemów C4I.

Szczególnie ważnym obszarem prac prowadzonych w Instytucie są technologie i bazujące na nich systemy do kryptograficznej oraz elektromagnetycznej ochrony informacji. WIŁ jest jedną z nielicznych w Polsce instytucji badawczych, która dysponuje kompletnym zespołem zdolnym do zaprojektowania i wyprodukowania całości rozwiązania utajniającego – od szyfru po gotowe do pracy urządzenia.
Wojskowy Instytut Łączności dysponuje własnym zapleczem wdrożeniowo-produkcyjnym. Specjalizuje się we wdrażaniu do eksploatacji i produkcji urządzeń ochrony informacji (kryptograficznej i elektromagnetycznej – klasy TEMPEST), specyficznych systemów zasilania oraz mobilnych obiektów łączności.
W Instytucie funkcjonuje Laboratorium Kompatybilności Elektromagnetycznej i Laboratorium Badań Środowiskowych.
Opracowane w WIŁ produkty dwukrotnie były wyróżniane jednym z najważniejszych dla przemysłu obronnego wyróżnień – nagrodą DEFENDER, przyznawaną podczas Międzynarodowego Salonu Przemysłu Obronnego w Kielcach.
WIŁ jest współorganizatorem ważnej dla obszaru NATO i Unii Europejskiej konferencji naukowej na temat wojskowych systemów łączności i informatyki, odbywającej się od 2006 r. pod nazwą Military Communications and Information Systems Conference.